# Ț
Ț ț (T con virgola) è una lettera che fa parte dell'alfabeto rumeno, in cui viene usata per rappresentare il suono della lingua rumena /ʦ/, l'affricata alveolare sorda (identica alla zeta dell'italiano anzi [ˈanʦi]). Viene disegnata come una lettera T con una piccola virgola sottostante ed esiste sia come minuscola (U+021B) che come maiuscola (U+021A).

Lettere con la virgola (riga superiore) e cediglia (riga inferiore) in carattere Times New Roman.

Questa lettera non era compresa nelle prime versioni di Unicode, nelle quali Ţ (T con cediglia, disponibile dalla versione 1.1.0, giugno 1993) viene spesso usata nei testi digitali in romeno. La T con la virgola è stata introdotta con Unicode 3.0.0 (settembre 1999) su richiesta dell'ente romeno per gli standard, ma molti computer hanno continuato a non avere font compatibili. Per questo motivo quasi tutti i testi in romeno usano la T con la cediglia (o anche la T semplice), nonostante le raccomandazioni di passare dalla cediglia alla virgola. Il pieno supporto per questa lettera è disponibile su macOS ed è fornito da Windows Vista.